# 费尔巴赫
费尔巴赫（德語：Fellbach，發音：[ˈfɛlbax] ⓘ）是德国巴登-符腾堡州斯图加特行政区雷姆斯-穆尔县的城市，面积27.71平方千米，2023年12月31日人口为46,205人。